# Naum Kleiman
Naum Ijílievich Kleiman (ruso: Нау́м Ихи́льевич Кле́йман; 1 de diciembre de 1937, Chisináu, Reino de Rumania) es historiador del cine, crítico cinematográfico ruso, especialista en Serguéi Eisenstein, antiguo director del Museo Estatal Central del Cine de Moscú y director del Eisenstein-Centre entre 1992 y 2014, actor y cineasta. Fue miembro del jurado del 43º Festival Internacional de Cine de Berlín en 1993 y miembro del jurado del Festival de Venecia en 1991. Ha sido galardonado con el premio FIPRESCI.